# Maigelein

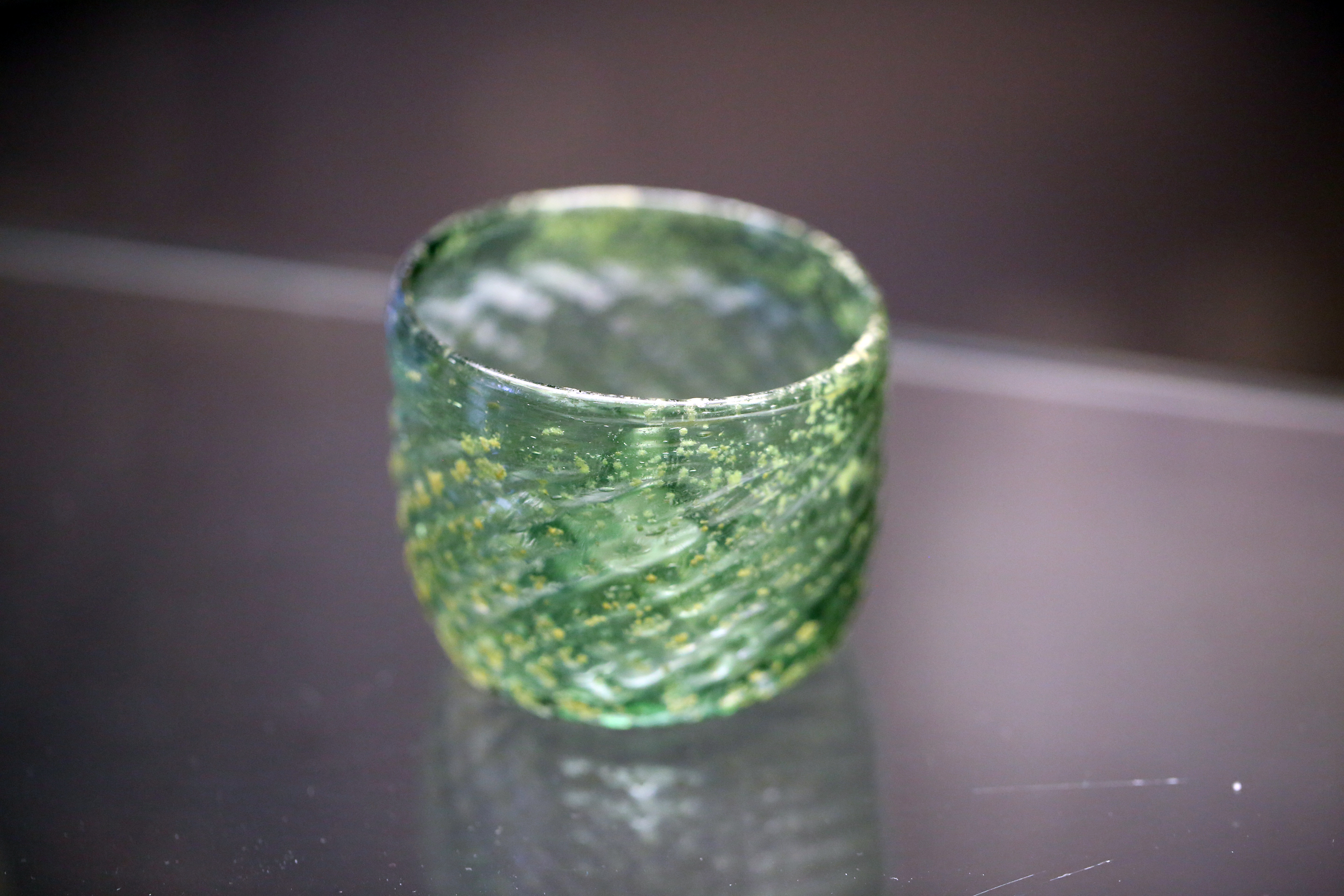
Maigelein des 15.–16. Jahrhunderts in der ständigen Ausstellung des Kölnischen Stadtmuseums

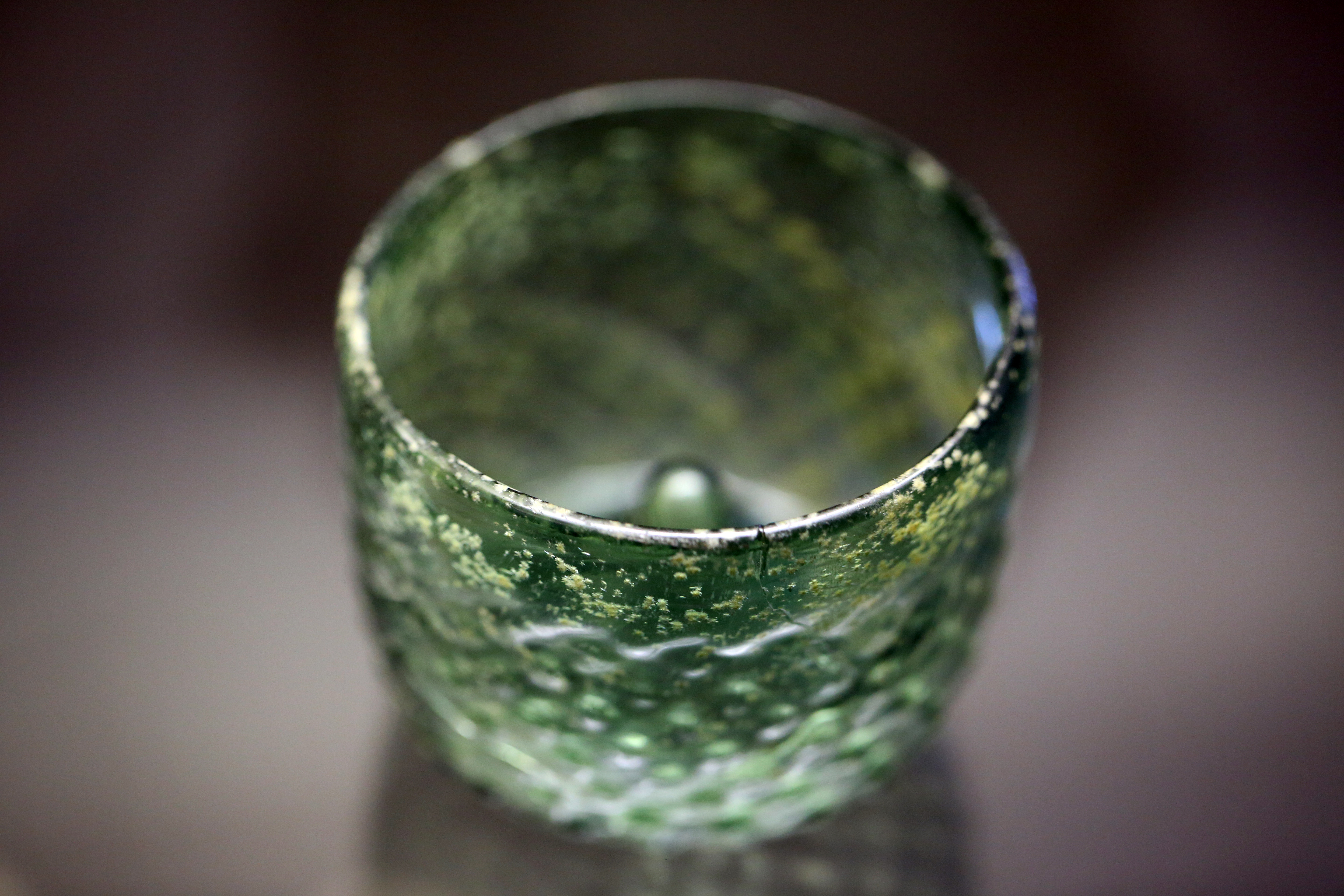
Maigelein geneigt mit sichtbarer Bodenwölbung

Der Maigelein ist ein historisches Trinkgefäß aus dem 15./16. Jahrhundert, das ab der zweiten Hälfte des 15. Jahrhunderts in Deutschland, Frankreich und den Niederlanden weit verbreitet war.

## Beschreibung
Das Trinkgefäß ist ein niedriges schalen- oder napfförmiges Hohlglas mit einem kegelförmig eingestochenen Boden (vergleichbar dem Boden einer Weinflasche) und wurde vornehmlich von rheinischen Glasbläsern aus grünem Waldglas hergestellt. Die leicht bauchige Wandung des Glases ist meist mit Verzierungen in Form von Rippen, Kreuzrippen, Quadern, Rillen, Dellen oder Korbmustern versehen. Die Verzierungen wurden direkt bei der Ausblasung der Gläser erzeugt, indem das heiße Glas in einem entsprechenden verzierten Tonmodell als Negativform ausgeblasen wurde. Ein zweiter Arbeitsschritt zur Anbringung der Verzierung entfiel somit.
Den Maigelein gab es später auch in einer Variante mit Fuß.

## Namensherkunft
Der Begriff Maigelein leitet sich von althochdeutsch Magel „Mädchen“ bzw. mittelhochdeutsch Miol „Becher“ ab.